# Gerald Braunberger
Gerald Braunberger (* 13. Januar 1960 in Bad Homburg) ist ein deutscher Journalist und einer der Herausgeber der Frankfurter Allgemeinen Zeitung (FAZ).

## Werdegang
Branberger wuchs in Bad Homburg auf. Nach dem Abitur 1978 an der dortigen Kaiserin-Friedrich-Schule absolvierte er eine Banklehre, studierte anschließend Volkswirtschaftslehre an der Johann Wolfgang Goethe-Universität Frankfurt am Main und schloss 1985 mit einer Diplomarbeit zum Thema „Crowding-out-Effekte der Fiskalpolitik“ ab.
Im April 1988 trat Braunberger in die Wirtschaftsredaktion der Frankfurter Allgemeinen Zeitung ein (Autorenkürzel gb.). Von 1995 bis 2004 arbeitete er als Korrespondent der FAZ in Paris. Anschließend war er bis Juni 2007 als Redakteur der Frankfurter Allgemeinen Sonntagszeitung wieder in der FAZ-Zentrale in Frankfurt. Seit 2007 war Braunberger verantwortlicher Redakteur für den Finanzmarkt der FAZ sowie die Rubrik Wirtschaftsbücher.
Braunberger ist seit April 2019 einer der vier Herausgeber der Frankfurter Allgemeinen Zeitung und zuständig für das Ressort Wirtschaft. Er ist der Nachfolger des im März 2019 entlassenen Holger Steltzner.
Braunberger ist Herausgeber und Autor zahlreicher Schriften zur Geldpolitik und Volkswirtschaftslehre. 2024 erhielt er den Ludwig-Erhard-Preise für Wirtschaftspublizistik.